# Pignari Bana
Ne doit pas être confondu avec Pignary.
Pignari Bana est une commune malienne, de l'arrondissement de Goundaka, dans le cercle de Bandiagara et la région de Bandiagara.

## Population
En 2009, lors du 4e recensement, la commune comptait 30 079 habitants.

## Villages
La commune s'étend sur 23 localités relevées lors du recensement général de 2009. 
Les villages les plus peuplés sont :
- Bandiougou (3 365 habitants)
- Tounkari (2 908 habitants)
- Macou (2 781 habitants)

La localité chef-lieu d'arrondissement Goundaka compte 1 389 habitants.